# St. Antonius (Düsseldorf-Stadtmitte)

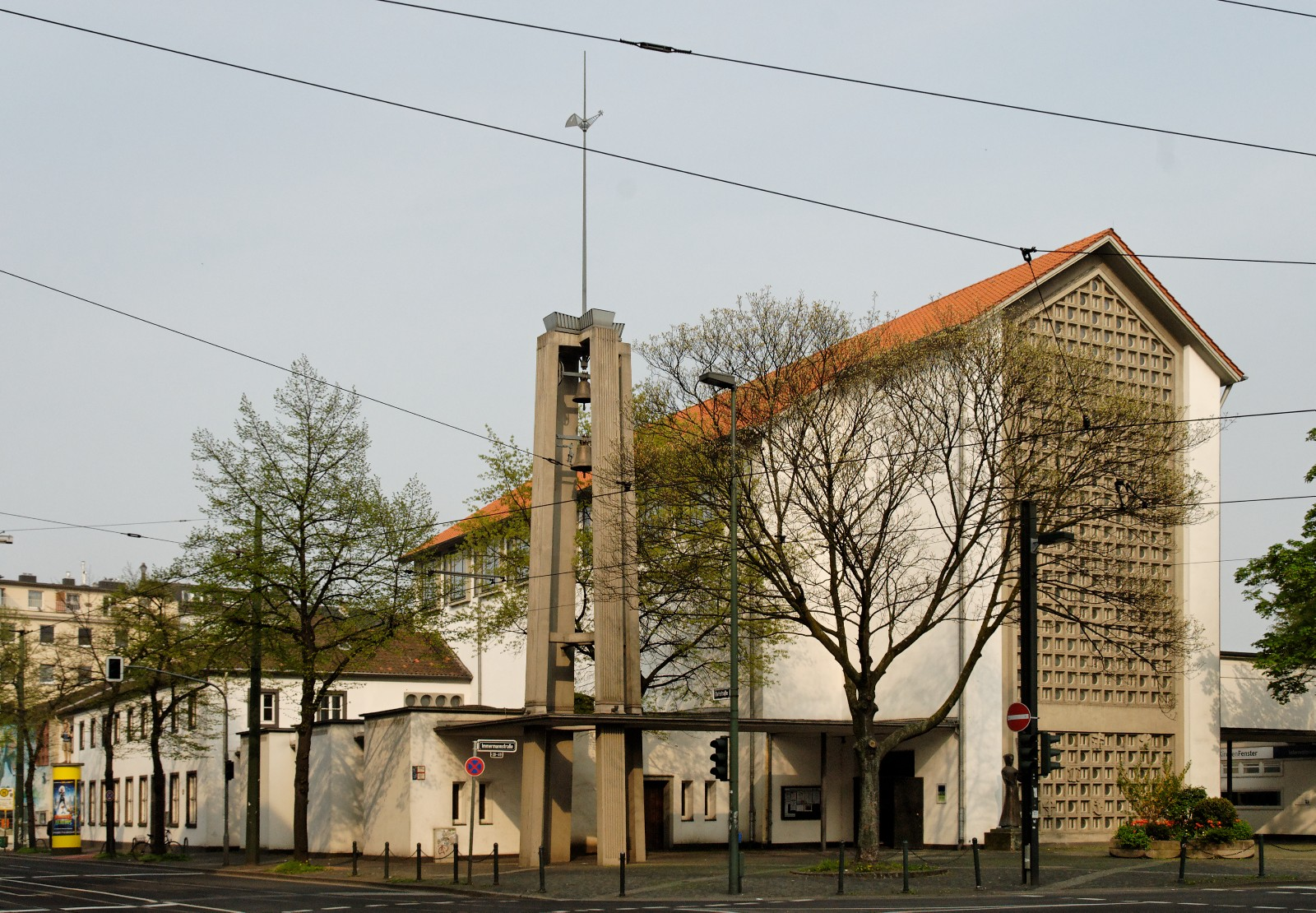
Franziskanerkirche St. Antonius, 2009

Die ehemalige Klosterkirche St. Antonius des Franziskanerordens in Düsseldorf war dem heiligen Antonius von Padua geweiht. Von 1853 bzw. 1955 bis 2014 war es die Kirche des benachbarten Konvents. Sie stand an der Kreuzung Oststraße/Immermannstraße in der Düsseldorfer Innenstadt unweit des Hauptbahnhofs und wurde 2017 für den Bau eines Wohnhochhauses abgerissen.

## Vorgeschichte 1651–1804
Ein erstes Franziskanerkloster der Kölnischen Franziskanerprovinz (Colonia) wurde in Düsseldorf 1651 am Standort der heutigen Maxkirche gegründet, die 1735–1737 als Klosterkirche erbaut wurde. Das Kloster wurde 1804 im Zuge der Säkularisation aufgehoben.

## Erster Bau 1855
Nach der Rückkehr der Franziskaner im Jahre 1853 wurde an einem anderen Standort in Düsseldorf von 1855 bis 1856 der Vorgängerbau der Klosterkirche St. Antonius nach Entwürfen des Franziskanerbruders Paschalis Gratze im Stil der Neogotik erbaut. In der ersten Bauphase wurden die Kirche und ein Teil des Franziskanerklosters errichtet, in einer zweiten Bauphase der Süd- und Westflügel des Klosters. Die Kirche war einschiffig. Das Baumaterial waren Ziegelsteine und Hausteine. Die Straßenseite erhielt eine Ziegelverblendung.
Das Kloster befand sich in Privatbesitz und war den Franziskanern zur Nutzung überlassen. Kirche und Kloster waren im Grundbuch eingetragen auf den Freiherrn von Nagel-Doornick, der bei allen Umbauplänen gegenüber den Behörden seine Zustimmung geben musste. Auch zur Vermeidung von jährlich 500 Mark an Steuern wollte der Freiherr 1895 den Besitz auf die Franziskaner umschreiben, da diese als geistliche Genossenschaft keine Steuern zu zahlen hätten. Provinzial Irenäus Bierbaum entschied sich dann gegen die Gründung einer GmbH als Rechtsträger und für eine Übertragung des Klosters in den Besitz des Franziskanerklosters Paderborn, das eine eigene juristische Person mit Kooperationsrechten darstellte; dies wurde 1897 vollzogen.
Im Jahr 1875 lebten im Kloster 39 Franziskaner: sieben Patres, 13 Fratres und 19 Laienbrüder. Es gehörte zur Sächsischen Franziskanerprovinz (Saxonia), da die Colonia in der Säkularisation erloschen war. Von 1875 bis Ende der 1880er-Jahre mussten die Franziskaner wegen des preußische Kulturkampf das Kloster verlassen und sich ins Exil in Holland oder Belgien begeben. In Düsseldorf protestierte die Bürgerschaft gegen die Klosterschließung; die letzten 22 Mitglieder verließen den Konvent am 15. August 1875 unter großer Anteilnahme der Bevölkerung. Ab 1897 war das Kloster in Düsseldorf Sitz des Provinzialats der Saxonia und Studienkloster für den Ordensnachwuchs. Zu der Zeit lebten in dem Konvent im Durchschnitt 14 Patres, 14 studierende Fratres und 16 Laienbrüder. Als 1929 die Kölnische Franziskanerprovinz von den Heiligen Drei Königen wiederbelebt wurde, schloss sich ihr der Konvent in Düsseldorf mit den anderen im Rheinland gelegenen Klöstern der Sächsischen Provinz an; das Kloster war seitdem, bis 2010, Sitz des Provinzials der wiederbelebten Provinz. 
Das Klostergebäude wurde im Zweiten Weltkrieg völlig zerstört.

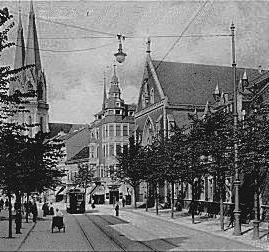
Oststraße, Marienkirche (links) und Franziskanerklosterkirche (rechts), vor 1909
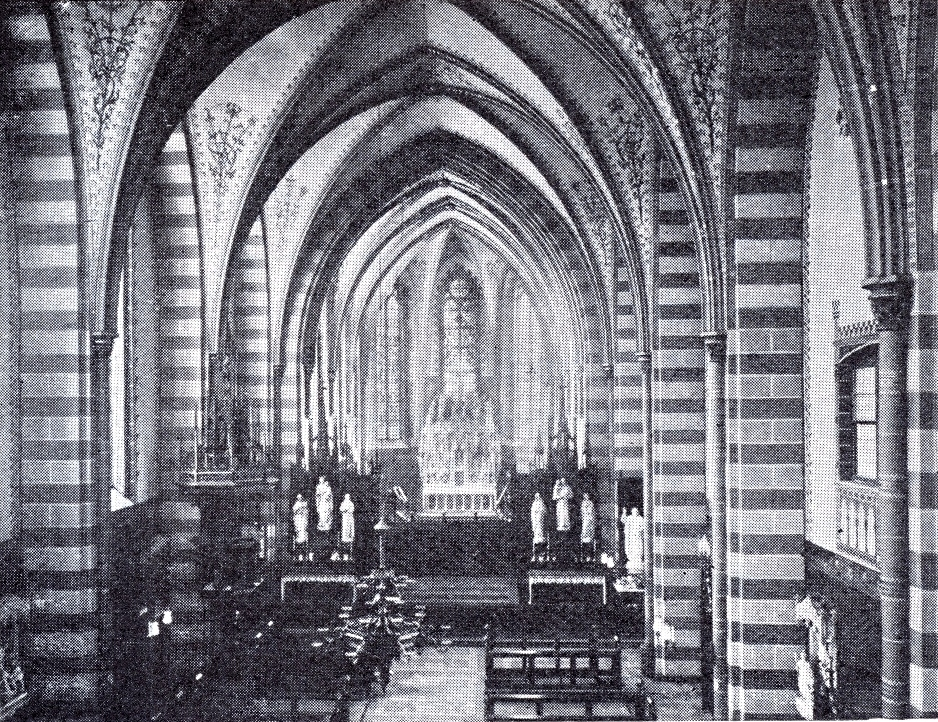
Innenraum der Kirche, 1904
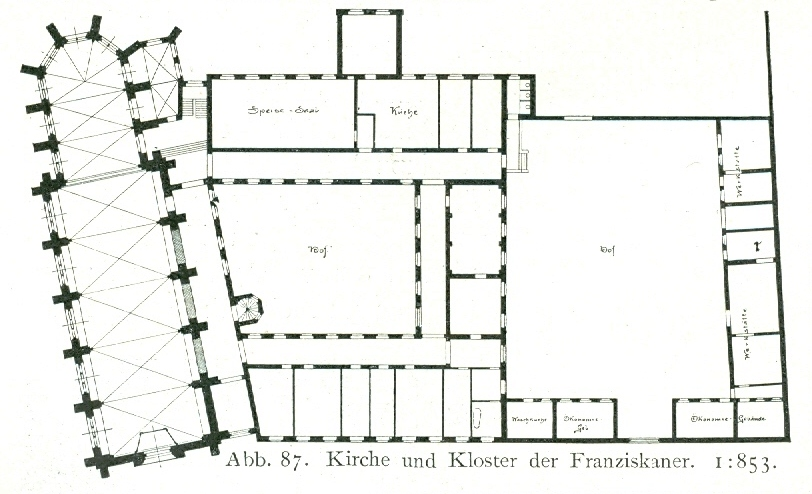
Grundriss des Klosters und der Klosterkirche, 1904

## Zweiter Bau 1955

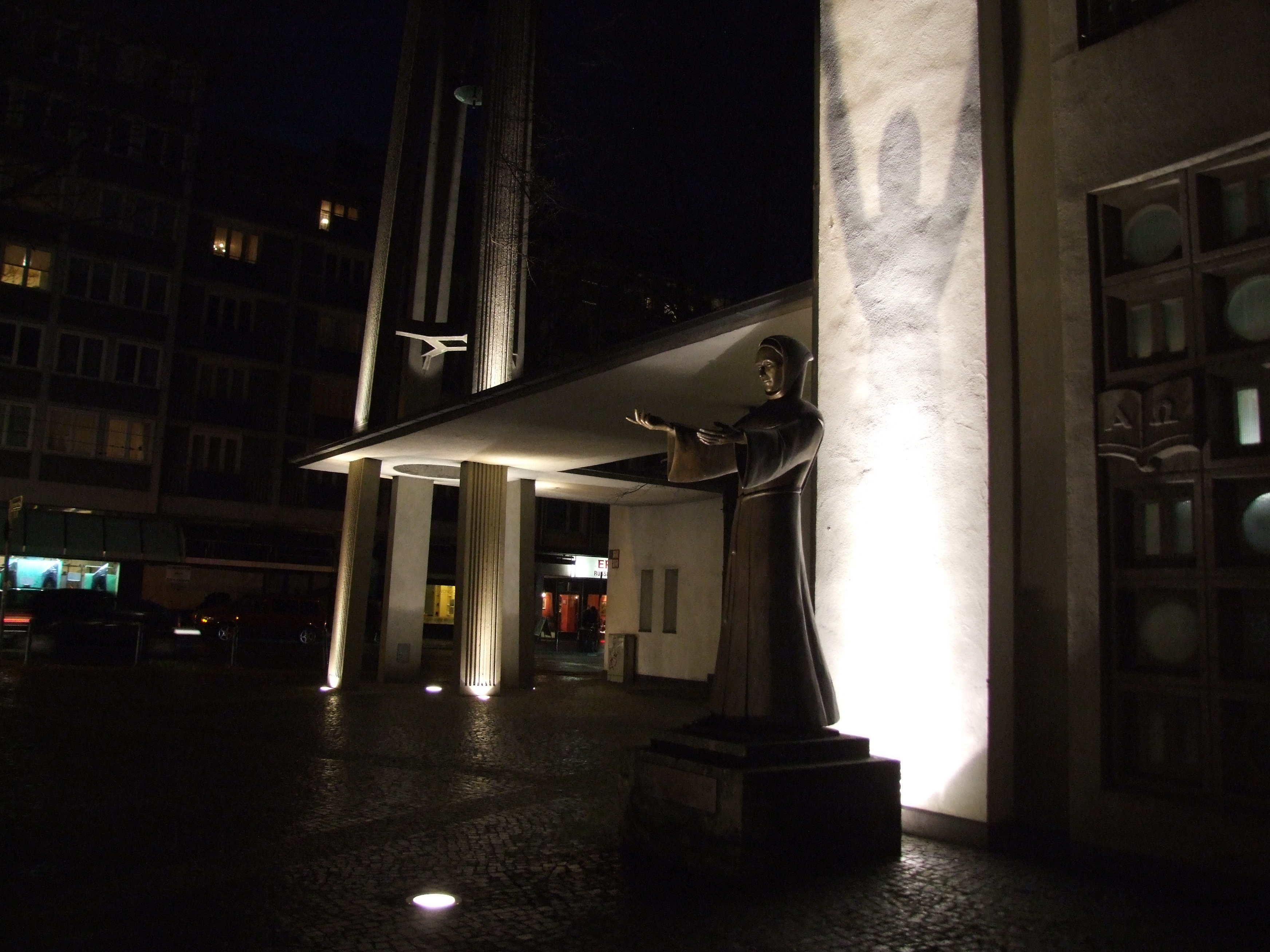
Statue eines Franziskanermönches vor der Marienkirche (2008)

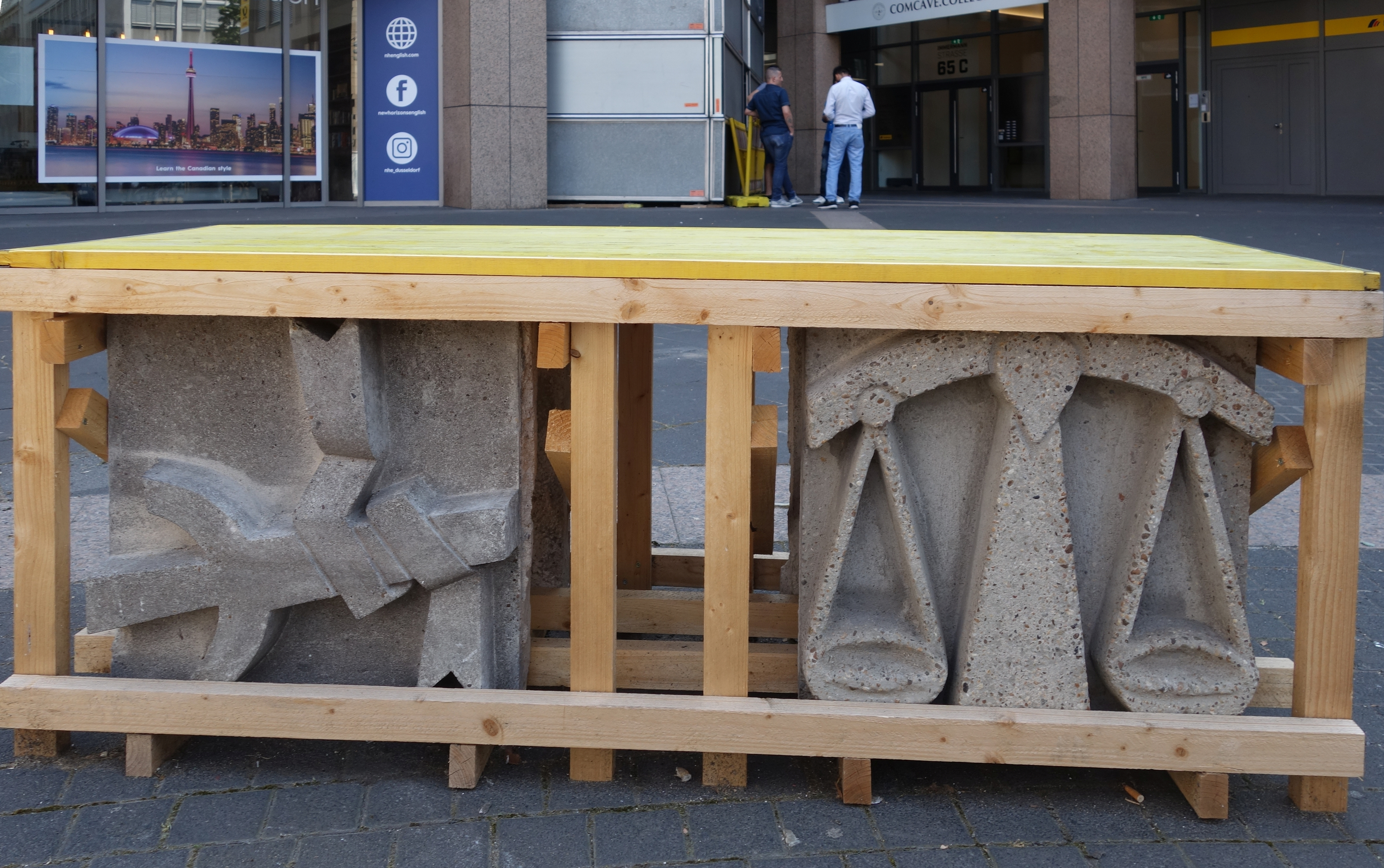
Teile der ausgebauten Reliefs

Der zweite Bau der Antoniuskirche der Franziskaner wurde 1955 nach einem Entwurf des Heinz Thoma errichtet. Es war eine „lichte Hallenkirche“, die mit „ihrer Weite und ihrer Schlichtheit ganz […] der Tradition der mittelalterlichen Minderbrüderkirchen“ verpflichtet war.
Auf der linken Seite der Halle befand sich die Marienkapelle. Diese wurde vom Hauptgebäude durch Glasscheiben getrennt. Dort fanden das Stundengebet der Franziskaner und wochentags Eucharistiefeiern statt. Zwei in der Kapelle befindliche Beichtstühle wurden zu „Gesprächszimmern“ umgestaltet.
Dem Armutsgelübde des Ordens entsprechend wurde die Saalkirche schlicht und schnörkellos gebaut. Um den Anspruch des heiligen Franziskus, seine Brüder sollten keine Häuser aus Stein errichten, zumindest anklingen zu lassen, wurde das Dach als Holzdach ausgeführt.
Die Westfassade des Kirchenbaus wurde mit Betonwabenfenstern gegliedert. Die Fenster wurden mit zehn Symbolsteinen geschmückt, die „auf den dreieinen Gott (Vater, Sohn, Heiliger Geist), die vier Kardinaltugenden (Klugheit, Gerechtigkeit, Tapferkeit, Maßhalten) und die drei christlichen Tugenden (Glaube, Hoffnung, Liebe)“ hinweisen. Die Reliefs und der Turmhahn wurden nach dem Abriss verwahrt. Eine damit vorgesehene Installation von Christian Odzuck „Ultra ex Orbit“ in Hauptbahnhofnähe wurde während des Aufbaus im Juli 2018 aus technischen Gründen abgebrochen.
Die Bronzestatue eines Franziskanermönches mit ausgestreckten Armen, vormals vor der Marienkirche, Ecke Immermannstraße, kehrte im Dezember 2024 auf die Oststraße zurück. Das mit 1957 datierte Werk von Ottmar Hollmann steht seitdem am südlichen Eingang der Kirche St. Mariä Empfängnis.

## Aufhebung des Klosters
Seit der Fusion der deutschen Franziskanerprovinzen im Jahre 2010 gehörte Düsseldorf zur Deutschen Franziskanerprovinz (Germania). Das Provinzialat befindet sich seitdem in München. Im Advent 2014 haben die Franziskaner das Kloster verlassen und sind in die nahegelegene Marienkirche umgezogen.
Die Gebeine des im Rufe der Heiligkeit verstorbenen Bruders Firminus Wickenhäuser, die seit Jahrzehnten in der Krypta der alten Klosterkirche ruhten, wurden Anfang 2015 in einer feierlichen Prozession in die Marienkirche übertragen.
Das sanierungsbedürftige Franziskanerkloster wurde im Jahr 2017 mitsamt der Kirche abgerissen. Das Gelände wird mit einem Hochhaus bebaut.

Vor Abriss des Klosters
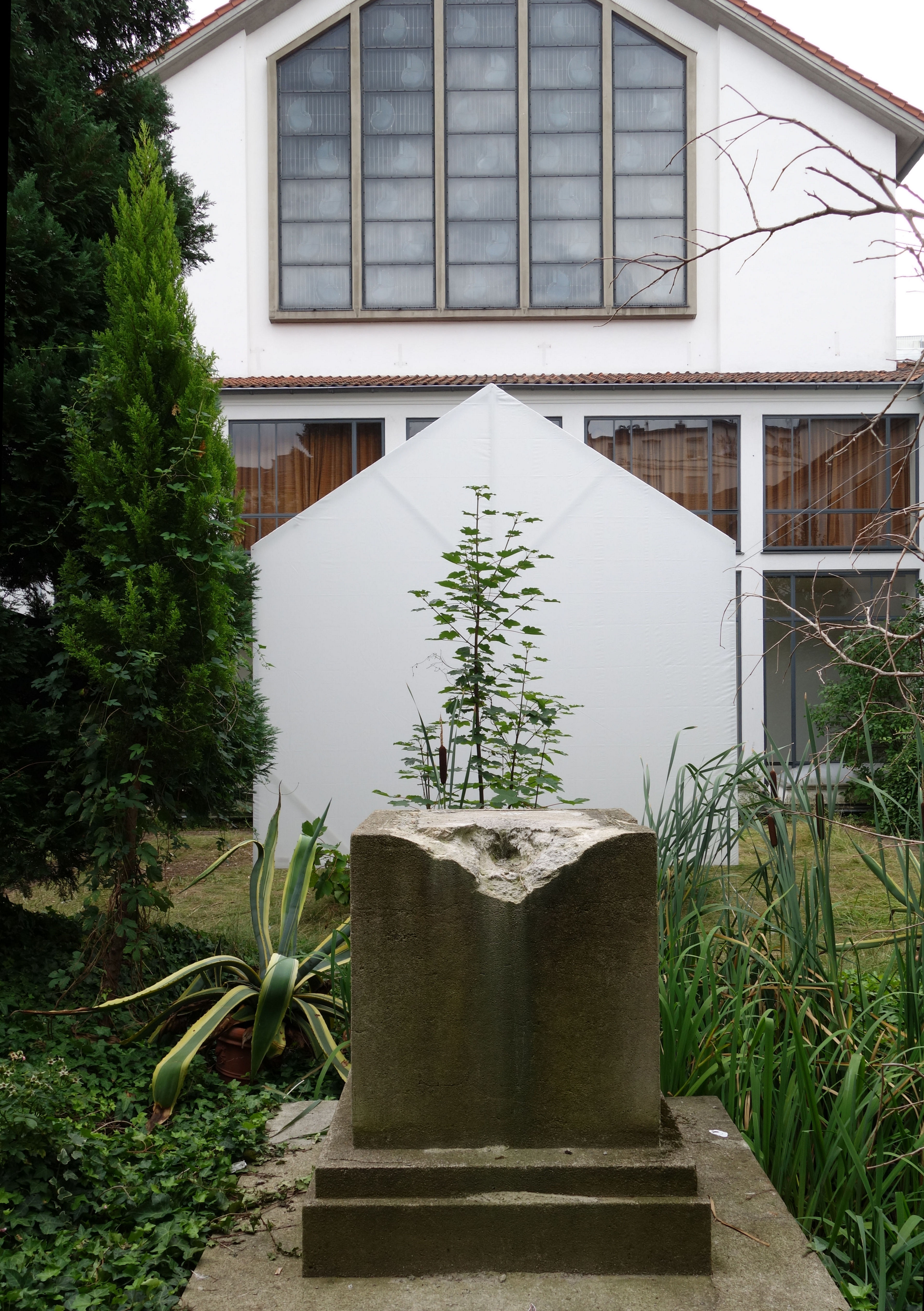
Klostergarten
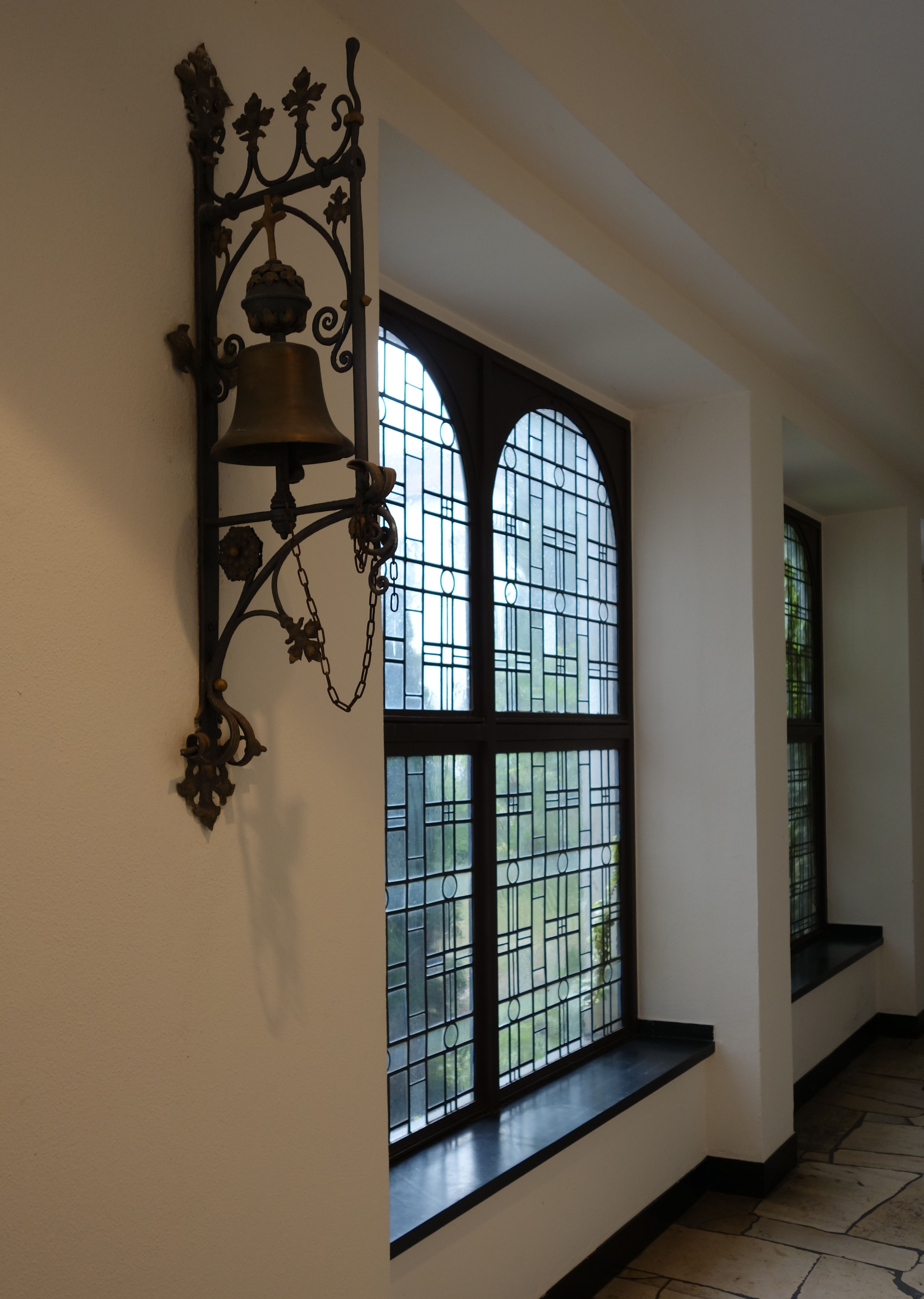
Fenster Kreuzgang
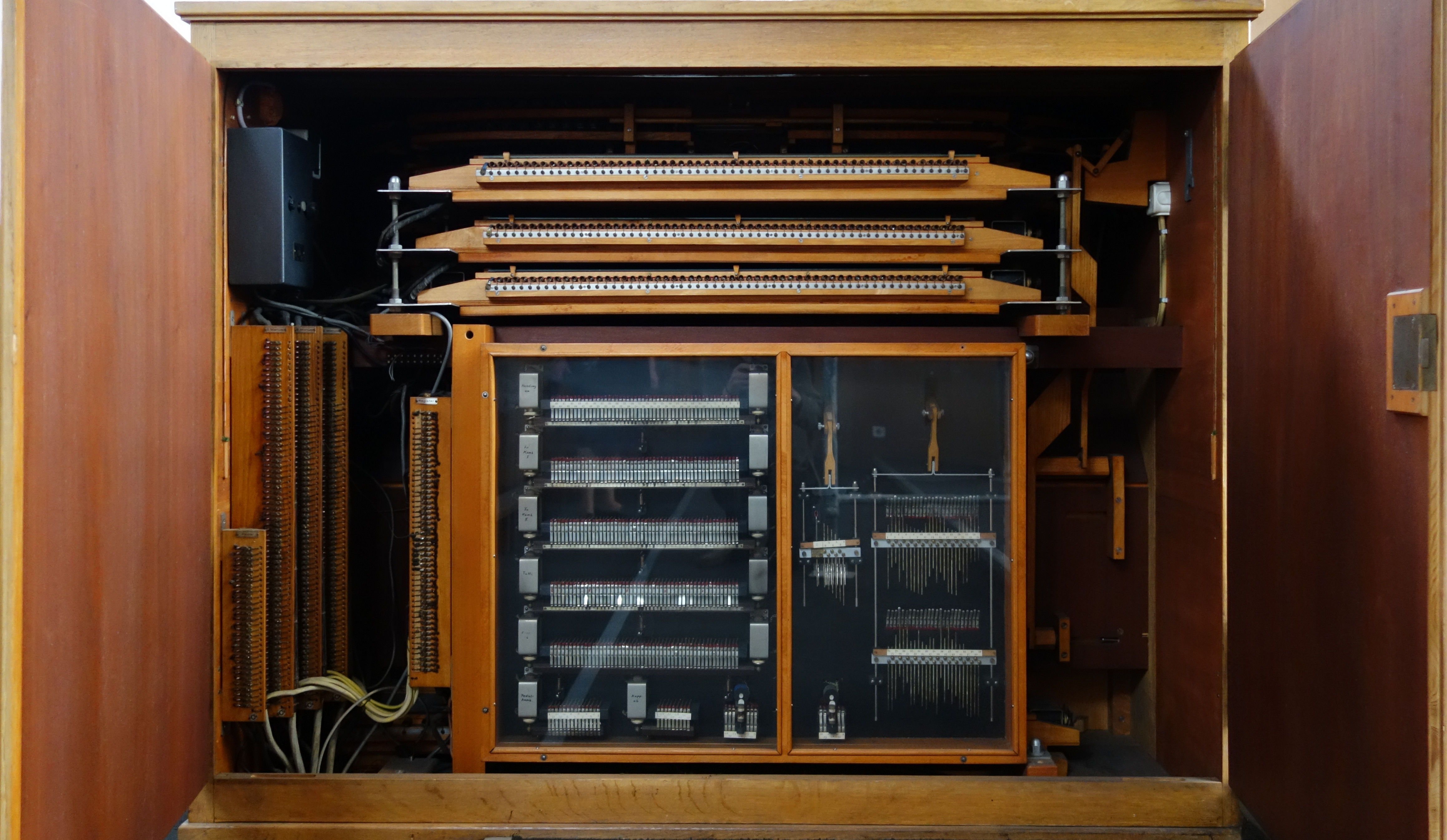
Orgel
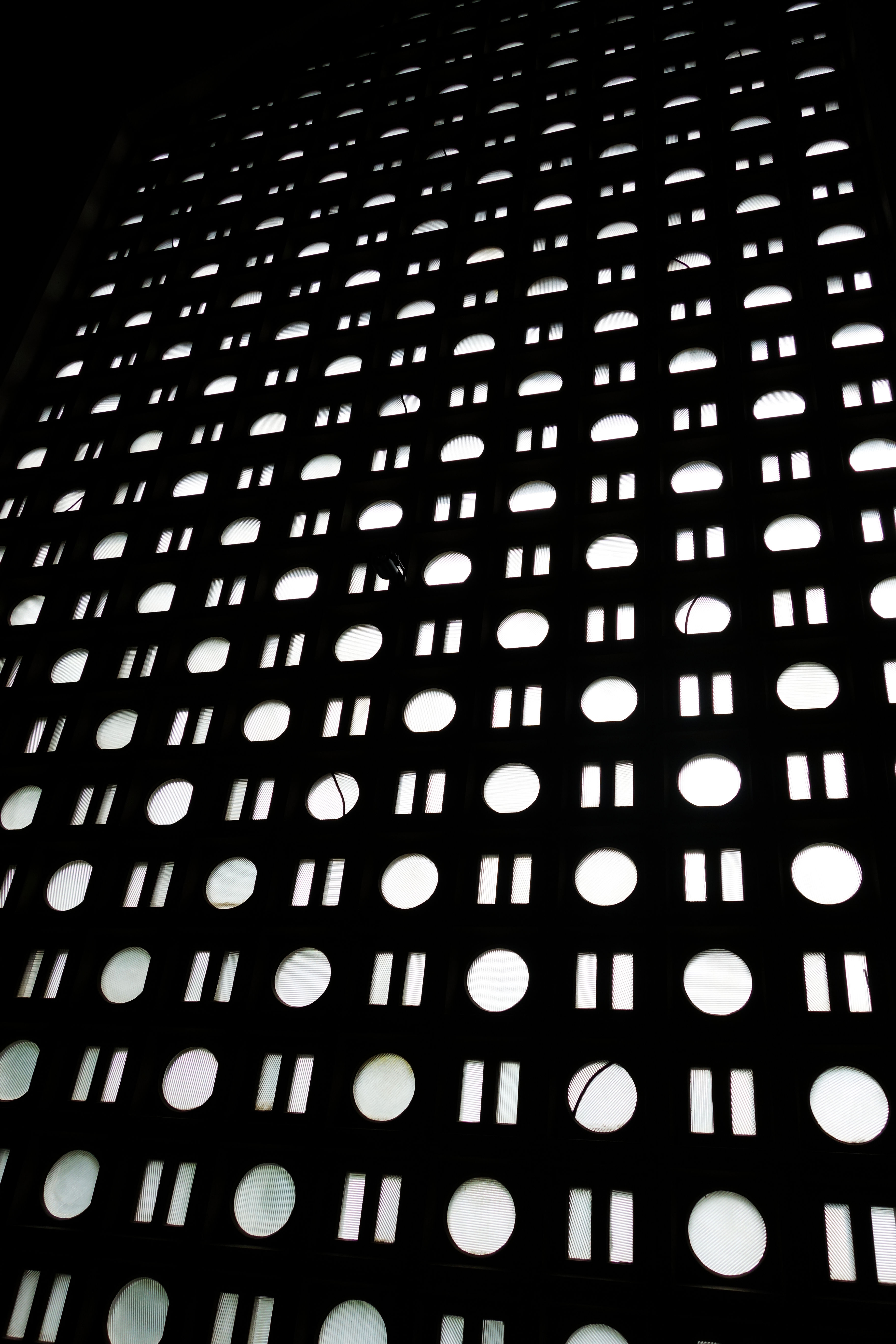
Glasbausteine zur Immermannstraße